# Ingegärd Frænkel
Ingegärd Cecilia Elisabeth Frænkel, född 2 juli 1913 i Karlskrona, död 15 juli 2003 i Annedals församling i Göteborg, var en svensk studierektor och politiker (folkpartist).

## Lärarinnan
Frænkel tog studentexamen i Karlskrona 1932, och fil.kand. vid Lunds universitet 1935. Därefter tog hon folkskollärarexamen i Stockholm 1936. Mellan 1939 och 1978 var hon lärare vid folk- och grundskolor i Göteborg. Hon var även ledamot av styrelsen för Göteborgs folkskollärarinneförening, och ordförande där 1957–1963.

## Politikern
Frænkel var ledamot av riksdagen 1967–1979 för Göteborgs stads valkrets (fram till 1970 i andra kammaren). I riksdagen var hon bland annat suppleant i allmänna beredningsutskottet 1967–1970. Hon var särskilt engagerad i social- och utbildningspolitiska ämnen, som narkotikapolitiken, adoption och minoritetsbarnens skolgång. Åren 1967–1977 var hon ordförande i Folkpartiets kvinnoförbund och tillhörde även folkpartiets partistyrelse.